# Florencio Sánchez
|  | No s'ha de confondre amb Florencio Sánchez (Uruguai). |

Florencio Sánchez Mussante (Montevideo, 17 de gener de 1875 – Milà, 7 de novembre de 1910) va ser un escriptor, periodista i dramaturg uruguaià, considerat una de les grans figures del teatre hispanoamericà, especialment en l'àmbit riuplatenc.

## Biografia
Nascut a la ciutat uruguaiana de Montevideo, era fill d'Olegario Sánchez i de Josefa Mussante, i tenia 11 germans. Després d'abandonar els estudis d'ensenyament secundari, tot i que era un incansable lector, alternava la seva vida entre Montevideo, Buenos Aires i Rosario. Va ser en aquestes ciutats on va desenvolupar la seva tasca periodística (La Voz del Pueblo, El Siglo, La Razón, El Nacional, El País) i teatral.
Durant la guerra civil de l'Uruguai, va donar suport al cabdill nacionalista Aparicio Saravia, raó per la qual va perdre contacte amb algunes personalitats intel·lectuals del moment, com Eduardo Acevedo Díaz. Cansat ja del clima d'enfrontaments armats, es va traslladar al Brasil. No obstant això, Sánchez no deixaria les seves postures polítiques conservadores, un fet que quedaria de manifest en les seves Cartas d'un flojo. Poc després, va començar a tenir sentiments anarquistes. Va escriure en La Protesta i en la revista El Sol, dirigida per Alberto Ghiraldo. Les seves obres Ladrones i Puertas adentro solen ser considerades per la crítica dins del moviment anarquista.

## Homenatge
Florencio Sánchez és reconegut com un dels pares del teatre argentí. L'avinguda Diagonal 75 de la ciutat bonaerenca de La Plata va ser batejada amb el seu nom l'any de la seva mort.
També hi ha monuments, places i carrers amb el seu nom a l'Argentina i a l'Uruguai. La localitat uruguaiana de Florencio Sánchez, al departament de Colonia, rep el seu nom en memòria seva.

## Obra
Florencio Sánchez és considerat el principal dramaturg uruguaià. Algunes de les seves obres més destacades són les següents:
- M'hijo el dotor (tragicomèdia en tres actes; estrenada el 13 d'agost de 1903)
- Canillita (sainet, estrenat el 2 d'octubre de 1903)
- Cédulas de San Juan (sainet en dos actes; estrenada el 7 d'agost de 1904)
- La pobre gente (comèdia en dos actes, estrenada l'octubre de 1904)
- La gringa (comèdia en quatre actes, estrenada el 21 de novembre de 1904)
- Barranca abajo (tragèdia en tres actes; estrenada el 26 d'abril de 1905)
- Mano santa (sainet; estrenada el 9 de juny de 1905)
- En familia (tragèdia en tres actes; estrenada el 6 d'octubre de 1905)
- Los muertos (comèdia en tres actes; estrenada el 23 d'octubre de 1905)
- El conventillo (sarsuela en un acte, estrenada el 22 de juny de 1906)
- El desalojo (sainet; estrenada el 16 de juliol de 1906)
- El pasado (comèdia en tres actes; estrenada el 22 d'octubre de 1906)
- Los curdas (sainet; estrenada el 2 de gener de 1907)
- La tigra (sainet; estrenada el 2 de gener de 1907)
- Moneda falsa (sainet; estrenada el 8 de gener de 1907)
- El cacique Pichuleo (sarsuela; estrenada el 9 de gener de 1907)
- Los derechos de la salud (comèdia en tres actes; estrenada el 4 de desembre de 1907)
- Nuestros hijos (comèdia en tres actes; estrenada el juny de 1908)
- Marta Gruni (sainet; estrenada el 7 de juliol de 1908)
- Un buen negocio (comèdia en dos actes; estrenada el 2 de maig de 1909)

### Obres periodístiques
- Cartas d'un flojo (1900)
- El caudillaje criminal en Sudamérica (1903)